# 김진부
김진부(金鎭富, 1956년 7월 20일 ~ )은 대한민국의 정치인이다. 제2·3·4대 경상남도 진주시의원, 제8·10·11대 경상남도의원을 지냈다.

## 학력
- 진주산업대학교 기계공학과 졸업

## 경력
- 1998.07 ~ 2002.06 제3대 경상남도 진주시의회 의원
  - 2000.07 ~ 2002.06 제3대 경상남도 진주시의회 후반기 경제건설위원회 위원장
- 2002.07 ~ 2006.04 제4대 경상남도 진주시의회 의원
  - 2002.07 ~ 2004.06 제4대 경상남도 진주시의회 전반기 부의장
  - 2004.07 ~ 2006.04 제4대 경상남도 진주시의회 후반기 의장
- 2006.07 ~ 2010.06 제8대 경상남도의회 의원
  - 제8대 경상남도의회 후반기 경제환경위원회 부위원장
- 제18대 대통령선거 경남선대위 진주을 지역본부 국민공감 본부장
- 2014.07 ~ 2018.06 제10대 경상남도의회 의원
  - 2016.07 ~ 2018.06 제10대 경상남도의회 후반기 건설소방위원회 위원장
- 경남환경정책위원회 위원
- 경남도시계획위원회 위원
- 생활체육 진주시 배드민턴 연합회 자문위원
- 2018.07 ~ 2022.06 제11대 경상남도의회 의원
  - 2018.07 ~ 2020.07 제11대 경상남도의회 전반기 부의장
  - 제11대 경상남도의회 경제환경위원회 위원
- 2022.07 ~ 현재 : 제12대 경상남도의회 의원
  - 2022.07 ~ 2024.06 : 제12대 경상남도의회 전반기 의장
- 2022.07 ~ 2023.09: 제18대 대한민국시도의회의장협의회 수석부회장
- 2023.09~ 2024.06: 제18대 대한민국시도의회의장협의회 회원
- 2024.03~ 2024.04: 국민의힘 제22대 국회의원선거「국민 희망의 길」 경남선거대책위원회 광역지원본부 총괄본부장

## 역대 선거 결과
|  | 43.23% |

|  | 57.71% |

|  | 0% |

|  | 48.95% |

|  | 36.5% |

|  | 72.71% |

|  | 41.24% |

|  | 70.47% |